# Limaysaurus
Limaysaurus is een geslacht van plantenetende sauropode dinosauriërs, behorend tot de groep van de Rebbachisauridae, dat tijdens het Krijt leefde in het gebied van het huidige Argentinië.

## Vondst en naamgeving
In 1988 vond Lieto Francisco Tessone bij El Chocón in het noordwesten van Patagonië in de provincie Neuquén het skelet van een sauropode. Dat werd opgegraven door een team onder leiding van José Bonaparte. In 1996 werd het benoemd als een nieuwe soort van Rebbachisaurus: Rebbachisaurus tessonei. De soortaanduiding eert Tessone.
Na nieuwe vondsten in de veldseizoenen 1995, 1996 en 2002, werd door Leonardo Salgado, Alberto Garrido, Sergio Cocca en Juan Cocca een apart geslacht benoemd: Limaysaurus. In 1998 was het taxon door Paul Sereno hernoemd als een soort van Rayososaurus: Rayososaurus tessonei. De geslachtsnaam verwijst naar de Río Limay. De nieuwe combinatie werd zo Limaysaurus tessonei.
Het holotype, MUCPv-205, werd gevonden in de Candelerosafzetting van de Río Limay-formatie; deze lagen worden gedateerd in het Albien-Cenomanien, op de grens tussen het Onder- en Opper-Krijt, ongeveer 100 miljoen jaar oud. Het bestaat uit een in verband liggend vrij compleet skelet met schedel. Bewaard zijn gebleven: de achterkant van de schedel, losse halswervels, de wervelkom van rug en staart, de schoudergordel, het bekken, de achterpoten en de voorpoten zonder echter de hand.
Aan de soort werd een tweede skelet uit dezelfde lagen toegewezen: MUCPv-206, een niet in verband liggend fragmentarisch skelet met vier halswervels, een achterste ruggenwervel, een borstbeen, vier middenhandsbeenderen, ribben en maagstenen.
Een derde specimen werd in de jongere Huinculafzetting gevonden: MUCPv-153, een gedeeltelijk in verband liggend skelet bestaande uit twee sacrale wervels, de voorste zes staartwervels, en schaambeen en een zitbeen. Een losse ruggenwervel die in 1902 door baron Franz Nopcsa werd beschreven is ook aan de soort toegewezen; dit specimen heeft geen inventarisnummer.
Een tand, specimen Pv-6718-MOZ, is provisorisch aan de soort toegewezen en verder achtentwintig losse elementen uit de postcrania, de delen achter de schedel. Deze resten stammen echter van de oudere Puesto Quiroga-afzetting van de Lohan Cura-formatie uit het Aptien-Albien.
In 2021 werd de hersenpan meer in detail beschreven.

## Beschrijving

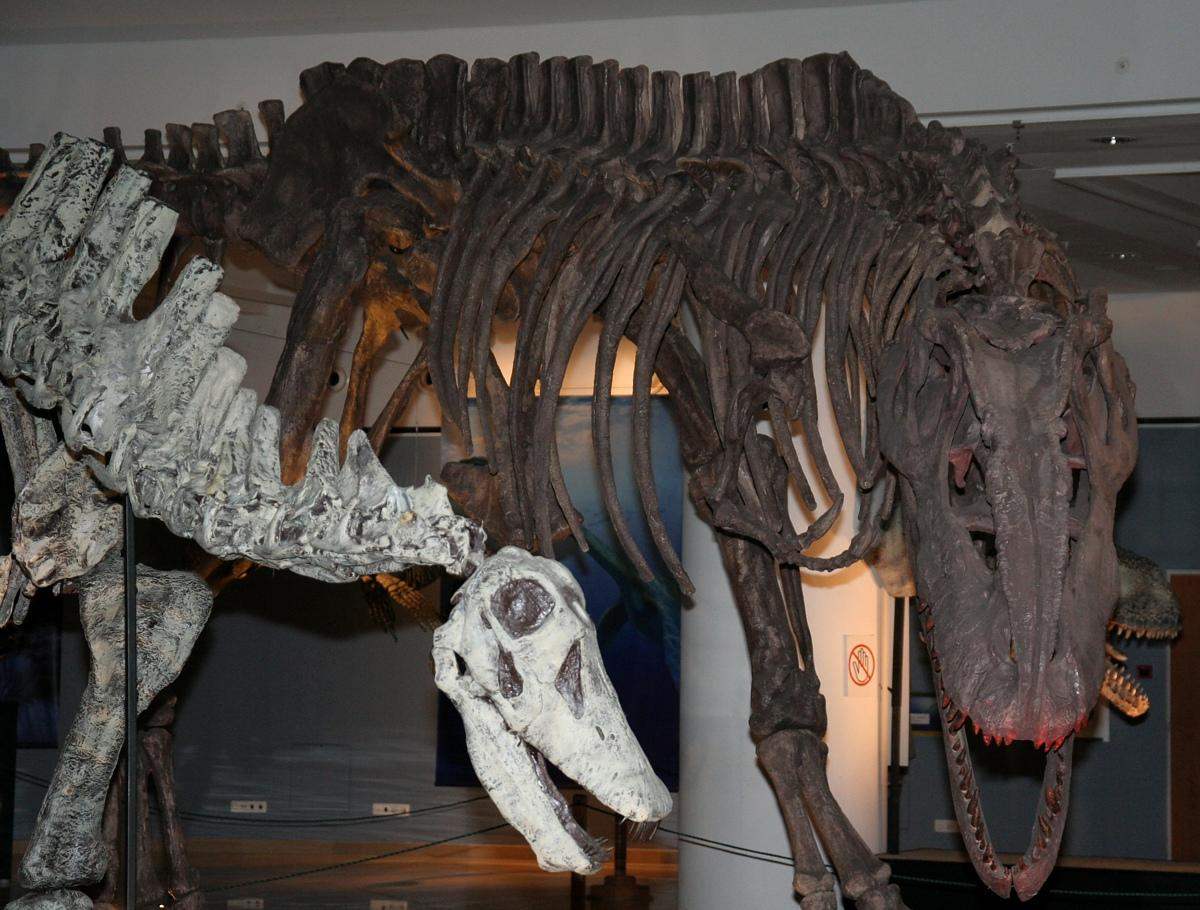
Hoofd en nek van Limaysaurus tessonei vóór een model van Giganotosaurus

Limaysaurus is een middelgrote sauropode. Gregory S. Paul schatte in 2010 de lengte op vijftien meter, het gewicht op zeven ton. De soort heeft een vrij korte nek en tamelijk lage voorpoten. Boven het bekken en de basis van de staart zijn de doornuitsteeksels boven op de wervels erg lang en kunnen een soort zeil gevormd hebben. In het bekken steekt het zitbeen vrijwel recht naar achteren. Opmerkelijk is dat dat bij geen van de exemplaren de middelste staartwervels onderop chevrons hebben; volgens Paul is dat geen toevallig gevolg van de preservering maar een kenmerk van het levende dier.
De beschrijvers wisten enkele onderscheidende eigenschappen vast te stellen. In de schedel zijn de onderste slaapvensters extreem gereduceerd. De hoogte van het supraoccipitale is minder dan die van het achterhoofdsgat. De knobbels op het achterhoofd hebben de vorm van een kam. De doornuitsteeksels van de halswervels hebben een secundaire richel die schuin naar boven loopt vanuit de richel tussen de postzygapofyse en de diapofyse. De wervellichamen van de staartwervels hebben achteraan hollere gewrichtsvlakken dan vooraan. De voorste staartwervels hebben doornuitsteeksels met aan de zijkant naar boven toe verdikkende richels die uitlopen in een dikke beenwal. De voorste staartwervels hebben zijuitsteeksels die gevormd zijn uit twee schuin omhoog stekende balken. Het schaambeen heeft een opvallende verdikking aan het eind en een ovale doorsnede van de schacht. De verdikking van de voorste rand van het schaambeen begint pas beneden het niveau van het foramen obturatorium. Het zitbeen heeft een smalle schacht die 90° om zijn as gedraaid is en verdikt zich niet aan het uiteinde.
De tand is langwerpig met twee slijtvlakken.

## Fylogenie
Limaysaurus is door de beschrijvers geplaatst in de Rebbachisauridae, een basale clade binnen de Diplodocimorpha. Hun overblijfselen zijn gevonden in gesteenten uit het Krijt van Europa, Zuid-Amerika en Afrika.
Een cladistische analyse uit 2004 van de sauropoden in de clade Macronaria liet een nauwe verwantschap zien tussen Limaysaurus, Rebbachisaurus en Nigersaurus.